# Буквик (Чачинци)
Буквик је насељено место у саставу општине Чачинци у Вировитичко-подравској жупанији, Република Хрватска.

## Историја
До територијалне реорганизације у Хрватској налазио се у саставу старе општине Ораховица.

## Становништво
На попису становништва 2011. године, Буквик је имао 199 становника.

## Попис1991.
На попису становништва 1991. године, насељено место Буквик је имало 301 становника, следећег националног састава:
| Попис 1991.‍  | Попис 1991.‍  | Попис 1991.‍ | Попис 1991.‍ | Попис 1991.‍ |
| ------------ | ------------ | ----------- | ----------- | ----------- |
|              |              |             |             |             |
| Хрвати       | Хрвати       |             | 292         | 97,00%      |
| Срби         | Срби         |             | 2           | 0,66%       |
| остали       | остали       |             | 1           | 0,33%       |
| неопредељени | неопредељени |             | 2           | 0,66%       |
| непознато    | непознато    |             | 4           | 1,32%       |
| укупно: 301  |              |             |             |             |